# 巢型毛氈苔
巢型毛氈苔（學名：Drosera nidiformis），是原产于南非夸祖鲁纳塔尔省的毛氈苔。他的分類尚不明確，一些資料将其與狄爾思毛氈苔（Drosera dielsiana）視為同種，而其他资料则将其作为一个单独的物种，这种植物舊學名为 Drosera maglisburg。

## 特徵描述
成熟個體的叶子呈現倒卵形，长度約1到2厘米，叶柄可以增长從1.5厘米至最大约5厘米。如果在正确的光线条件下生长，巢型毛氈苔会表现出红色的色调。在捕获猎物后，叶子上的腺毛会將猎物圍繞卷曲，使其尽可能與更多的消化腺體接触，这是被触摸行為刺激後的反应。

## 生长习性
作为一种热带植物，巢型毛氈苔並不耐低温，且不会进入休眠状态。它是一种多年生植物，巢型毛氈苔如大多数的多肉植物一样，生长在营养贫乏的酸性土壤中。而如果生长条件不理想，开花反而會對植物产生負面的影响，使其產生疲憊的現象。